# Sapphokomeetkolibrie
De sapphokomeetkolibrie (Sappho sparganura) is een vogel uit de familie Trochilidae (kolibries).

## Verspreiding en leefgebied
Deze soort komt voor van noordelijk Bolivia tot centraal Chili en telt twee ondersoorten:
- S. s. sparganura: noordelijk en centraal Bolivia.
- S. s. sappho: zuidelijk Bolivia, noordelijk en westelijk Argentinië en het oostelijke deel van Centraal-Chili.